# Гардаман

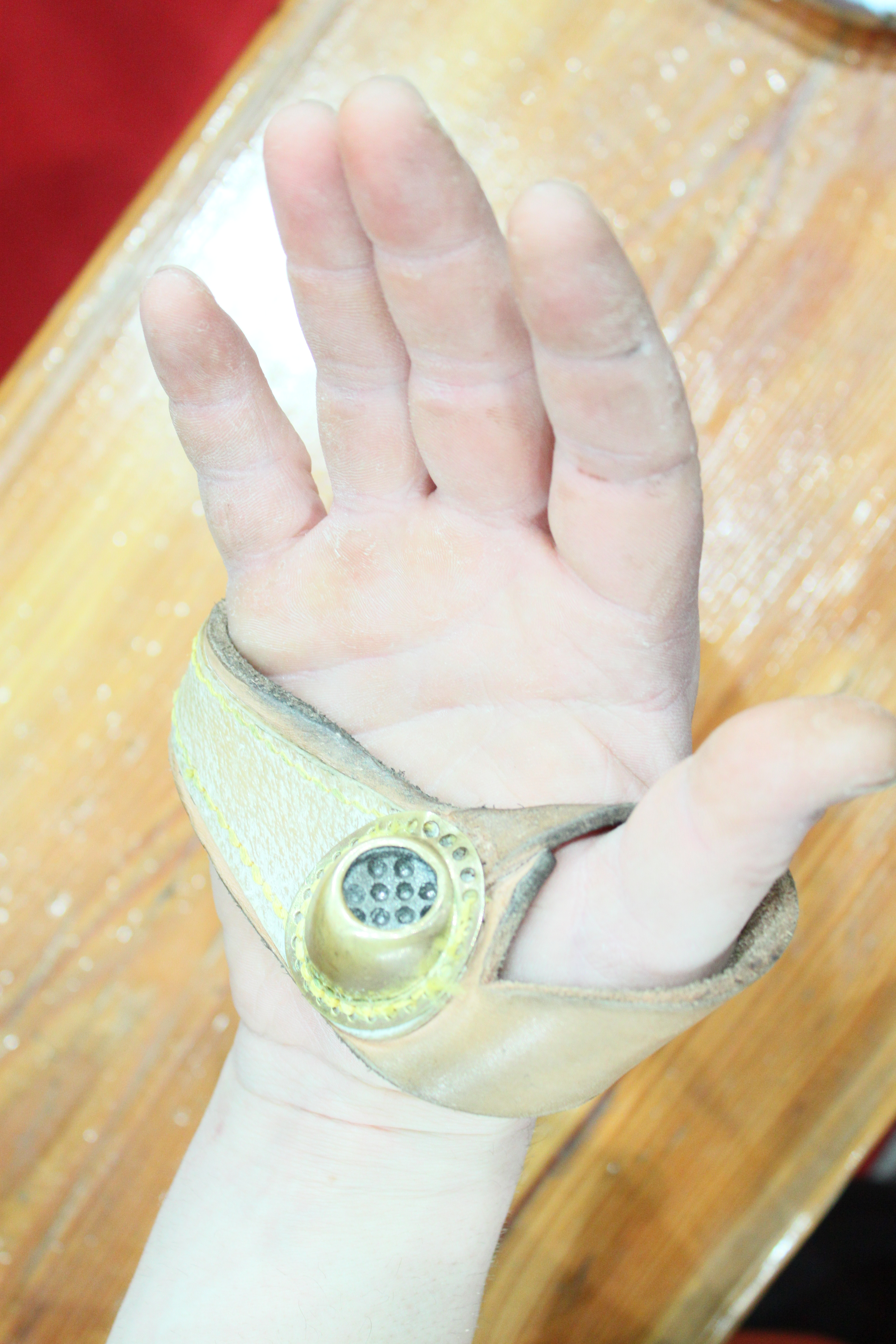
Гардаман

Гардама́н (фр. garde main — «зберігай-руку»), платан — пристрій, що замінює наперсток під час проведення вітрильних робіт. Має вигляд шкіряної або парусинової смуги (рукавички) без пальців з круглою металевою платівкою, на якій наносяться насічки або заглибини. Більш зручним вважався гардаман з грубої шкіри, бо м'яка шкіра сильно ковзає в пітній руці. Гардман, використовуваний для шиття шкаторин на вітрилах, має вигляд широкої рукавички із захистом великого пальця і носить назву рукавиці (рос. варежка).
Англійське словосполучення sailmaker's thimble (буквально «наперсток вітрильного майстра») є фальшивим другом перекладача, оскільки означає «коуш» (у той час як гардаман позначається сполученням sailmaker's palm).